# Molophilus zenta
Molophilus zenta là một loài ruồi trong họ Limoniidae. Chúng phân bố ở miền Australasia.